# Circondario di Hildesheim-Marienburg
Il circondario di Hildesheim-Marienburg (in tedesco Landkreis Hildesheim-Marienburg) è stato un circondario (Landkreis) della Bassa Sassonia, in Germania.

## Storia
Fu istituito nel 1946 unendo i precedenti circondari di Hildesheim e Marienburg.
Nel 1974 confinava con i circondari Burgdorf, Peine, Gandersheim, Alfeld, Springe e Hannover e con i territori di Baddeckenstedt e Salzgitter. Capoluogo e centro maggiore era la città di Hildesheim.
Fu soppresso il 1º marzo 1974; al momento della soppressione, contava 106 comuni. Il suo territorio fu diviso tra il nuovo circondario di Hildesheim e quello di Hannover

## Comuni già appartenenti al circondario
- Achtum-Uppen
- Adlum
- Ahrbergen
- Ahstedt
- Algermissen
- Asel
- Bad Salzdetfurth
- Barienrode
- Barnten
- Bavenstedt
- Bettmar
- Bettrum
- Bilderlahe
- Bledeln
- Bockenem
- Bodenburg
- Bönnien
- Bolzum
- Borsum
- Bültum
- Derneburg
- Detfurth
- Diekholzen
- Dingelbe
- Dinklar
- Egenstedt
- Einum
- Emmerke
- Farmsen
- Feldbergen
- Garmissen-Garbolzum
- Giften
- Gleidingen
- Gödringen
- Grasdorf
- Groß Düngen
- Groß Escherde
- Groß Förste
- Groß Giesen
- Groß Himstedt
- Groß Ilde
- Groß Lobke
- Groß Rhüden
- Hackenstedt
- Harsum
- Hary
- Hasede
- Heersum
- Heinde
- Heisede
- Henneckenrode
- Himmelsthür
- Hockeln
- Hönnersum
- Hoheneggelsen
- Holle
- Hotteln
- Hüddessum
- Ingeln
- Itzum
- Kemme
- Klein Düngen
- Klein Escherde
- Klein Förste
- Klein Giesen
- Klein Himstedt
- Klein Ilde
- Königsdahlum
- Lechstedt
- Listringen
- Lühnde
- Luttrum
- Machtsum
- Marienburg
- Marienrode
- Mechtshausen
- Mölme
- Nette
- Nettlingen
- Ochtersum
- Oedelum
- Oesselse
- Östrum
- Ottbergen
- Rautenberg
- Ruthe
- Sarstedt
- Schellerten
- Sillium
- Söder
- Söhlde
- Söhre
- Sorsum
- Sottrum
- Steinbrück
- Störy
- Ummeln
- Upstedt
- Wätzum
- Wehmingen
- Wehrstedt
- Wendhausen
- Werder
- Wesseln
- Wirringen
- Wöhle
- Wohlenhausen